# The Sentinel (Lee Child e Andrew Child)
The Sentinel é o 25º romance da série Jack Reacher tendo sido publicado inicialmente em 27 de outubro de 2020. É o primeiro livro da série Jack Reacher de co-autoria entre James Grant e o seu irmão mais novo, Andrew Grant, tendo sido publicado com os respectivos pseudónimos, respectivamente Lee Child e Andrew Child. 

## Sumário do enredo
Numa pequena cidade do centro do Tennessee, um incauto especialista em tecnologia da informação está prestes a ser assaltado o que é antecipado e evitado por Reacher que a seguir vai ajudar  aquele desconhecido. Acontece que Reacher desvenda algo mais sério do que um mero assalto - um grupo secreto e muito perigoso considera que o especialista em TI tem algo importante que eles querem, sem o conhecimento do próprio informático, e que Reacher se encarregará de esclarecer.

## Temas

### Ramsomware
- Um dos temas do livro é o do ransomware que atacou o sistema informático da cidade em que a ação principal decorre. Como se depreende da conversa entre dois personagens,[3]:54:55

"R. - Ransomware? É um programa malicioso que bloqueia, impedindo-a de funcionar, uma rede de computadores. Ficam bloqueados os computadores e os dados que estes usam. Ficam bloqueados todos os registos e a informação de todos os vários departamentos (de uma cidade, ou de uma empresa). Tal como ficam bloqueados todos os telefones, e PC´s e tablets se estiverem conectados.
     
P. - OK. Então como se consegue desbloquear tudo isso para funcionar de novo?

R. - Tens de comprar uma chave.

P. - Onde? A quem?

R. - A quem te atacou.

P. - A sério?

R. - Sim, sim. Cada vez mais cidades são atacadas. Por vezes várias ao mesmo tempo, se por acaso partilham serviços.

...

P. - Então esta cidade foi atingida especificamente. Porquê?

R. - Por nenhuma razão especial. Apenas o tornámos demasiado fácil. A nossa infraestrutura é o sonho de  qualquer hacker. Uma misturada de sistemas envelhecidos e desatualizados. Vulnerablidades por todo o lado. Nenhuma defesa activa. E tens de compreender que isto é um fenómeno em crescimento. São atingidas cidades, hospitais, departamentos de polícia, e também empresas. Mas estes visados tentam em geral esconder o caso e pagar sem ondas.

P. - As empresas pagam?

R. - Por vezes. A maiora das vezes? Não sei.

P. - O pagamento do resgate não encoraja mais ataques?"
- Mais à frente, os mesmos personagens prosseguem a discussão do tema:[3]:60

"R. - ....Nenhum dos idiotas que me massacram tem alguma ideia do que eu tinha pela frente. Muitos destes ataques são patrocinados por países. Têm gigantescas gabinetes de informática cheios de técnicos. É o seu único trabalho. Têm recursos ilimitados.
 
P. - Como David e Golias. Só que neste caso o Golias ganha."

- E ainda no diálogo entre outros dois personagens:[3]:82

"R. Existem 2 formas pelas quais o ramsonware pode entrar numa rede de computadores. Ou pela Internet. Ou através de alguma coisa que está fisicamente ligada, como uma uma pen, ou um disco externo."